# Hubert Linard
Hubert Linard (* 26. Februar 1953 in Clérey) ist ein ehemaliger französischer Radrennfahrer.

## Sportliche Laufbahn
Linard war im Straßenradsport aktiv. Als Amateur gewann er das Etappenrennen Tour de l’Aube und das Eintagesrennen Paris–Mantes. Dazu kamen Etappensiege in der Route de France, im Rennen Ruban Granitier Breton, in der Route du Béarn und in der Tour du Béarn-Aragon. 1975 holte er einen Etappensieg in der Bulgarien-Rundfahrt. 1976 gewann Linard Paris–Égreville und Paris–Troyes. Insgesamt hatte er rund 20 Siege als Amateur aufzuweisen. In der Tour de l’Avenir 1974 kam er auf den 10. Rang, 1976 wurde er 14. Er startete für den Verein CSM Puteaux.
1977 wurde er Berufsfahrer im Radsportteam Peugeot und blieb bis 1986 als Radprofi aktiv. Seine letzte Saison bestritt er für das Team Miko-Carlos. In seiner ersten Profisaison war er bei Paris–Camembert erfolgreich, 1979 wurde er dort Zweiter hinter Raymond Martin. 1984 gewann er das Rennen erneut und siegte bei Bordeaux–Paris vor Maurice Le Guilloux. Etappensiege gelangen ihm in der Tour du Limousin 1982 und in der Tour Midi-Pyrénées 1985.
Zweiter wurde Linard 1980 bei den Quatre Jours de Dunkerque hinter Jean-Luc Vandenbroucke. Dritte Plätze holte er in der nationalen Straßenmeisterschaft und bei Kuurne–Brüssel–Kuurne 1981 sowie im Boucles des Flandres 1984. Die Tour de France fuhr er sechsmal. 1980 wurde er 46., 1981 46., 1982 56., 1983 50., 1984 112. und 1985 98. der Gesamtwertung.